# 切手

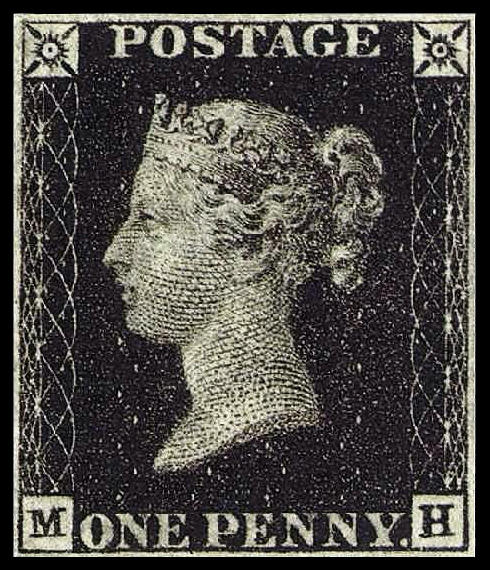
世界最初の切手「ペニー・ブラック」（1840年）

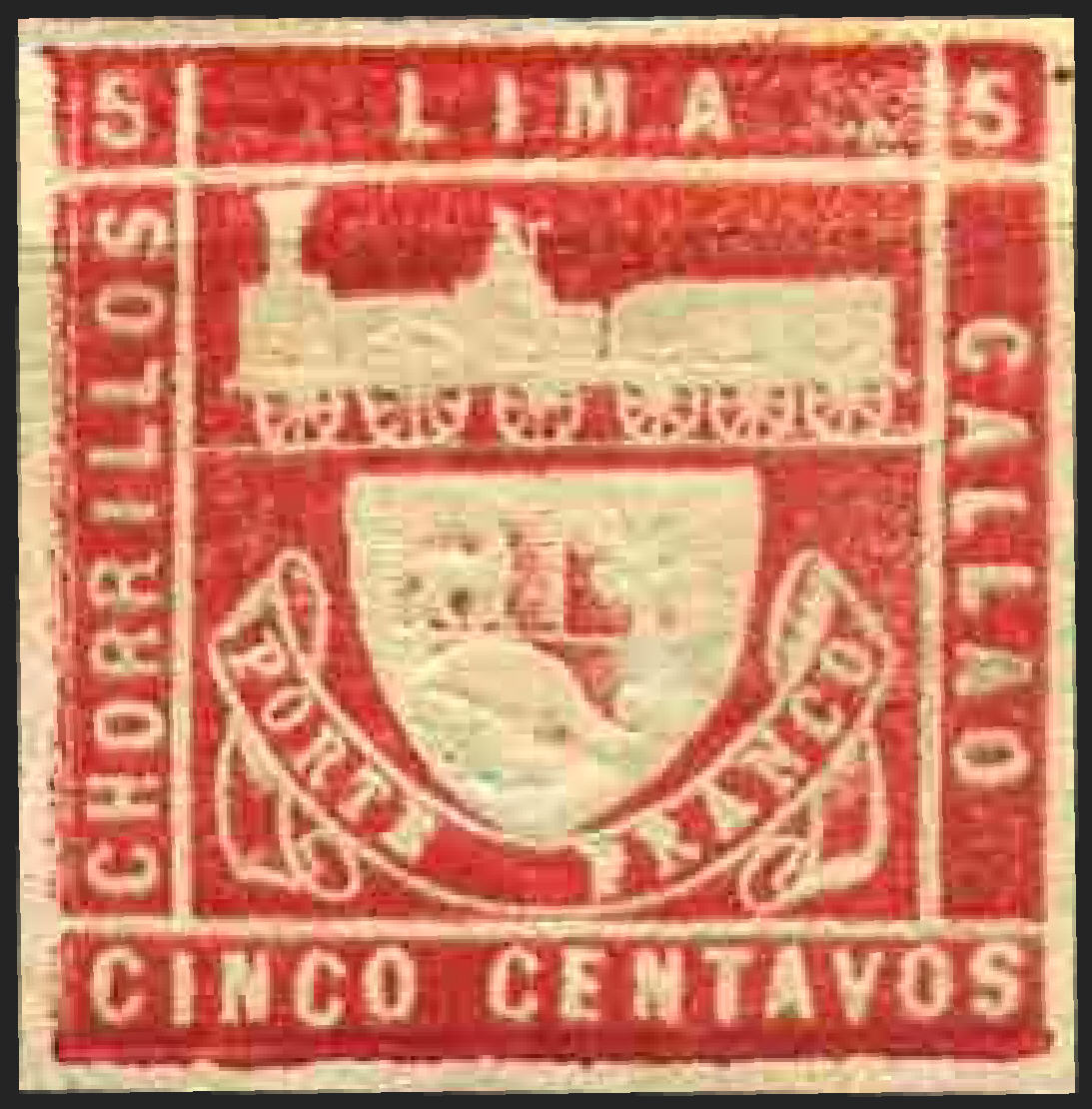
ペルーで発行された世界最初の記念切手（1871年）

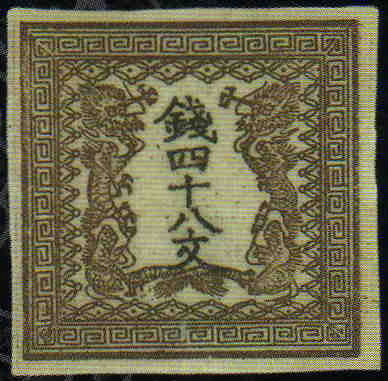
日本最初の切手（1871年）

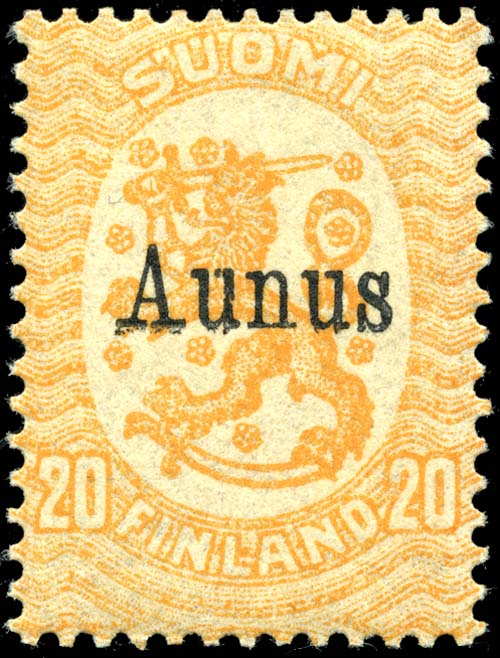
フィンランド内戦中、フィンランド軍が占領したカレリア東部のアウヌス（現・オロネツ）で発行されていた切手（1919年）

切手（きって、英語: stamp,ドイツ語: Briefmarke）は、郵便事業で行われる諸サービスの、料金前納を証明する証紙である。郵便物に貼られることが多いため「郵便切手」ともいう。時に宣伝媒体として用いられたり、古銭・紙幣や骨董品と同様に趣味の収集対象（切手収集、郵便趣味）となったりする。

## 切手の名称

### イギリス
英語では切手は "stamp"（スタンプ）と呼び、この場合は証紙・印紙の意味を持つ。もともとイギリスでは言論統制の手段として新聞に税金をかけていたが、その新聞税納税の証拠として証紙が印刷されていた。この証紙のことを "stamp" と呼んでいたため、同様に郵便税（郵便料金）を前納した証拠としてそのまま使われるようになった。そのような出自もあってか、英連邦諸国では、切手は印紙としての機能も持っていた。

### 日本
日本では「切手」とは、元来「切符手形」を意味し、それを略した名称だった。これは持参人に表示された商品を引き渡す一種の商品券を指した。現在も小切手に名が残っている。
江戸時代には通称名を「蔵預かり切手」といった。米切手はその代表格といわれ、蔵屋敷などの交換所で商品と交換することができた。やがてこれらの手法が民間にも派生し、1777年には大阪の菓子屋、虎屋伊織が饅頭切手を発売した。以後、羊羹やうなぎ、鰹節、酒などの切手も江戸を含む各都市の商家で発売され、庶民に定着した。
明治時代に特に郵便料金の支払いを証明する意味で「切手」が使われるようになり、他の類似証券類は別の名称を区別して扱われるようになった。現在では、切手といえば、郵便料金を前納したことを証明するために手紙などの郵便物に貼る金券の一種の紙片のことを表すようになった。広く認知されている郵便と切手の関連性から、JPタワー内の日本郵便が手がけた初の商業施設にも「KITTE」の愛称がつけられている。

## 切手の概要
現在、多くの国の郵便事業者は、郵便のみにその役割を限定され、切手の役割も郵便物の料金前納に限られている。しかし、たとえばかつての日本では、郵便事業者が電話や電信、貯金なども管轄していたため、これらさまざまな料金の納入にも用いられていた。また、イギリスなど、国によっては収入印紙などとしても用いられていた。また、郵便切手は郵便料金の徴収だけでなく、国家的政策や文化の宣伝など宣伝媒体とする実用目的があるほか、古銭や骨董品と同様に収集品の対象となっており、郵政事業の重要な財源の一つとなっている。
多くは小さな紙に印刷されたものである。ほとんどは長方形で、サイズは比較的小型である日本の普通切手で一辺が18 - 20ミリメートル程度である。記念切手や特殊切手には縦長や横長のものが多く、最大で一辺50ミリメートル程度まである。ただし、形、サイズともに例外が少なからず存在する。多くの場合、複数枚をまとめたシートとして印刷される。1枚ずつ切り離せるよう「目打」というミシン目が穿孔されていて、裏には糊が引かれている。シートから剥がすと、すぐに貼って使用できるシール式の切手も作られている。
同様のものとしてメータースタンプがある。また、官製はがき、郵便書簡（ミニレター）、レターパックプラス／ライト、廃止済みのエクスパックや切手つき封筒のように、あらかじめ切手の代わりとなる料額印面が刷り込まれた形で郵政から発行されているはがき・封筒・便箋があり、これらはステーショナリーと呼ぶ。ただし、現金書留封筒のように、郵便局で販売していても印面のないステーショナリーも存在する。

## 切手の発行主体
切手の発行主体は郵便業務を管轄する国家機関や公共事業体。ほかに運送業者が切手同様の類似商品券を発行する場合もあるが、通常は切手とはいわず「ラベル」とされる。これは国際的な郵便ネットワークを統括する国際組織である万国郵便連合（UPU）に加盟している郵便事業体が発行するもののみが切手として公認されているためである。
そのため、かつてはUPUに未加盟の国の切手は国際郵便に使用できないとされ、郵便物交換の協定を締結しているUPUの加盟国を経由して発送されていた。現在では多くの国々がUPUに加盟しているためそのようなことはない。ただし中華郵政のように国際的未公認の中華民国（台湾）の郵政事業株式会社はUPUに未加入であるが、国際郵便に使用できるため切手と公認されている例外もある。

## 切手と内国郵便約款
定義
内国郵便約款では、「切手類」を「郵便切手、料額印面の付いた郵便葉書、郵便書簡又は特定封筒」と定義し、「切手類のうち、各種行事その他を記念する等特殊の目的をもって随時発行する郵便切手及びくじ引番号付郵便葉書以外のもの」を「通常切手類」と呼ぶ（内国郵便約款第3条）。
郵便切手による料金前払（内国郵便約款第43条1項）
郵便に関する料金は内国郵便約款で定められる例外を除いて、原則として郵便切手で前払する。
郵便切手の貼付位置（内国郵便約款第43条3項）
郵便物の料金および特殊取扱の料金を郵便切手で前払いをするには、内国郵便約款で定められる例外を除いて原則として郵便切手を郵便物（荷札を含む）の表面の左上部（横に長いものにあっては右上部）に貼付することによる。封筒または郵便葉書を縦長に使用し郵便切手を左上部に貼りつける場合にはタテ70.0mm・ヨコ35.0mm、封筒または郵便葉書を横長に使用し郵便切手を右上部に貼りつける場合にはタテ35.0mm・ヨコ70.0mmの範囲内に収まるようにしなければならない（内国郵便約款別記1に図示）。ただし、その位置に郵便切手を貼りつける余白がないときは、その表面の適宜の箇所に貼りつけることができる。
郵便切手の量目（内国郵便約款第43条4項）
郵便物に貼りつけた郵便切手の量目は郵便物の重量に算入される。

## 切手の歴史

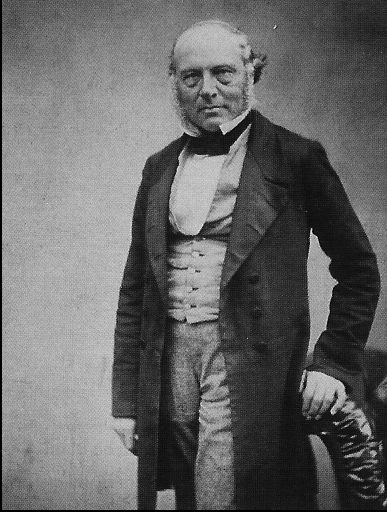
ローランド・ヒル

郵便料金前納のアイデアは19世紀初頭から各国で提案され、1819年にはサルデーニャ王国で実施をみていたが、現在と同じ郵便切手を利用した制度が開始されたのは1840年のイギリスである。この時開始された近代的郵便制度において導入された制度の一つとして、初めて郵便切手が発行された。ローランド・ヒルはイギリスのおける近代郵便制度の考案者であるが、彼は切手の考案者ではない。イギリス国内ではジェームズ・チャルマーズがその提案者であり、オーストリア帝国でもスロベニア出身のロヴレンツ・コシールが、同様の案を1836年に提案している。
最初の切手にはイギリスの当時の国家元首であったヴィクトリア女王の肖像が使われており、最初の1ペニー切手（2ペンスの青色の切手も発行されていた）が黒色で印刷されていたため「ペニー・ブラック」という愛称がつけられ、翌年に色が赤色のペニー・レッドに変更されるまで約6,000万枚が発行された。なお、この切手にはミシン目（目打）が穿孔されていなかったため、はさみで必要な枚数を切り出す必要があった。目打つき切手の登場は1854年のことである。また、発行国名の表記はなく、額面の記載も英語のみとなっている。他方、すでに裏糊はついていた。これらの特徴、特に国名表記の欠如は、その後発行された各国の切手にも共通した。
のちに成立した万国郵便連合（UPU）は、国際郵便における郵便物交換を円滑に行うため、切手には発行国の国名を示すこととした。ただし、イギリスに限って、世界最初の切手発行国であることに敬意を表し、イギリスの君主のシルエットを国名表記の代わりとすることを許している（“U.K. POSTAGE” の表記はない）。しかしながらサウジアラビアの切手には国名表記がなく、代わりに国章のシルエットがある。また、UPUは算用数字で額面を表していない切手は国内郵便へのみに有効であるとしたが、現在ではこの規制は撤廃され、国際郵便用の無額面切手のような切手もある。
この時期にはマルレディ封筒（日本の郵便書簡に相当）など切手以外の方法による前払いの方法もあったが、込み入った図案で宛名欄が狭く使い勝手が悪いといった官製封筒のデザインの問題もあり、切手の方がその簡便さもあって、広く受け入れられた。制度が始まったのがイギリスであったこともあり、切手発行国はヨーロッパや、イギリス植民地が中心であったが、徐々に世界各国に広まった。

## 日本における切手

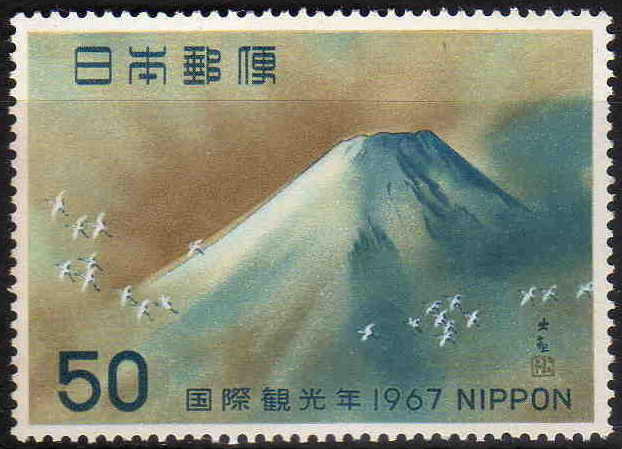
日本切手の一例（横山大観「富嶽飛翔」）

日本で最初に発行された切手は、1871年（明治4年）4月20日に発行された竜文切手であり、48文、100文、200文、500文の計4種である。この当時はまだ通貨改革が行われていなかったため、江戸時代の通貨による額面表示がなされていた。翌1872年（明治5年）には「銭」の単位に変更された竜銭切手が発行された。なお、前2者をあわせて竜切手という。1883年（明治16年）には「円」の単位が表記された切手が発行された。
日本切手では、戦前は「大日本帝国郵便」と表記されるとともに菊花紋章が入っていたが、戦後は「日本郵便」と表記されるようになった。また1966年1月以降に発行された切手では、ローマ字による国名表記を求めるUPUの決定に従って「"NIPPON"」と表記されている。
日本でこれまでに発行された切手は、『さくら日本切手カタログ2018』に掲載された分だけで約8,100種類に達し、その後も増え続けている。日本郵便株式会社の切手・葉書室には7人の切手デザイナーがおり、新たな切手を毎年発行している。形も長方形だけでなく、中には円形やハート型、キャラクターをかたどったものなど多種多様である。下記は日本で発行された、主な切手の種類である。分類は、発行目的によって区分した。

### 普通切手
普通切手は、郵便料金の納付を主目的に発行される切手で、通常切手とも呼ばれる。1円から500円まで用意されている。切手は郵便局の窓口、コンビニエンスストアなど日本郵便から委託を受けた郵便切手類販売所で購入することができる。

### グリーティング切手
春夏秋冬の季節ごとに発行されるシールタイプの切手で、それぞれの時期に合わせたデザインである。販売期間が限られている点が普通切手とは異なる。
『ドラえもん』をモチーフとしたものもある。また、2012年秋以降春・秋のグリーティング切手には、日本郵便オリジナルのキャラクターであるぽすくまが登場する。

### 写真付き切手・フレーム切手
切手に付随した箇所に写真やイラストなど任意のデザインを入れることができる切手である。任意のデザイン部分は切り離しでき、切手としての効力は持たない。

### 記念・特殊切手
記念・特殊切手は、国内外の行事の記念、宣伝、キャンペーン、文化財の紹介などの意図をもって発行される切手である。年賀切手や国際文通週間切手のように毎年同時期に発行されるものや、シリーズとして発行されるものもあり、これらを収集家は恒例切手と呼ぶ場合もある。使用目的は普通切手と同様であるため、諸外国では通常切手と区別したカタログ番号を与えていない場合も多い。なお、日本の最初の記念・特殊切手は 、1894年（明治27年）3月9日に発行された明治銀婚記念（2銭と5銭の2種）である。

### ふるさと切手
ふるさと切手は、ふるさと振興の意図で地域の風物や行事をテーマにして発行される切手である。

### 寄付金付切手
寄附金付切手は、公共的な目的への寄付分を切手の額面に付加して販売される切手である。切手の販売金額の一部が寄付に活用され、寄付金を除く金額部分だけが郵便に使用できる。一般に、切手額面のほかに寄付金額を示す数字を「+」の記号で示し、切手には「80+10」などと表示される。日本最初の寄付金付切手は、1937年発行の愛国切手であり、飛行場建設を目的としていた。年賀切手では1991年以降、寄付金つきが毎年発行されている。
例：阪神・淡路大震災寄付金つき切手趣味週間（1995年）、長野オリンピック冬季大会募金（1997年）

### 電子郵便切手
1981年からサービスの始まったファクシミリを使い郵便物を送付するレタックス（電子郵便）専用の切手。1984年および1985年に額面500円の専用切手が発売されたが、前者については後者が発売された時点で販売打ち切りになったため、流通量が少ない。昭和時代晩期から平成時代初期にかけて、大学などの受験生への合否通知（合格者の受験番号表）に多く使われたが、インターネットなど他のメディアが発達したため、サービス自体使われることが少なくなった。そのため、その後は消費税導入など料金改定が行われても、そのときの料金に対応した電子郵便切手の発行は行われなかった。

### 在外国局切手
日本の郵便局が1876年以降に朝鮮および中国の各地に開設されていた。これらの在外国局で当初は日本切手がそのまま販売されていたが、為替相場の差益目当てに在外国郵便局で購入し内地で売却する投機が行われたため、それを防止する目的で、1900年から販売地域を加刷した。
在朝鮮日本郵便局では「朝鮮」の文字を加刷したが、1900年1月1日から1901年3月31日までしか使用されなかった。そのうえ1905年に当時の大韓帝国の行っていた郵政事業および電信事業を「日韓通信業務合同」の名の下に日本政府が接収したため、1910年の日韓併合を待たずして日本切手がそのまま使用されることになった。
中国（清朝および中華民国）では「支那」の文字を加刷した。在中国の日本郵便局は長期間活動したため、用紙の違いなども含め49種類の切手が発行された。最終的に1922年12月31日に在中国局が廃止されるまで使用されていた。

### 軍事切手
軍事切手とは軍人が郵便物を差し立てる際、差出通数の管理などを目的に貼り付けさせる切手である。日本を含め、この制度の対象とされたのは下士官兵である場合が多く、将校については通数を問わず有料とされた。日本の場合、20世紀初頭に中国,台湾や朝鮮半島、関東州や南洋諸島に駐留していた大日本帝国陸海軍の下士官兵士に、月2枚支給されていた。封書で使用されるのが原則であり、重量便は取り扱わないことになっていたが、実際にはそのような使用例も存在する。切手自体は、当時の普通切手に「軍事」の文字を加刷したものである。 1910年から 1944年まで使用され、収集家は台切手と加刷された文字の形式をもとに6種に分類している。
これ以外に、1921年に中華民国青島市で、正規の軍事切手の配給が間に合わず、現地郵便局が手持ちの「支那」切手へ逓信省に無断で加刷し製造した「青島軍事切手」がある。

### 航空切手
航空切手は、航空郵便に使用する目的で発行された切手である。世界各国で発行されており飛行機や鳥といったデザインが使われることが多く、額面も総じて高額である。日本においては 1929年に発行されたが、国内における航空郵便制度が速達郵便制度に統合された1953年以降は国際郵便用も含めて専用の切手は発行されていない。日本では航空切手は普通切手と同じくさまざまな料金の納付に使用できたが、一般に諸外国で発行された航空切手は航空郵便料金の納付のみに有効である場合が多い。

### その他の切手
その他、以下のような切手がかつて日本では発行された。

#### 郵便貯金切手
郵便貯金切手とは、1941年7月1日、切手による郵便貯金預入れの再開を受け、これを奨励するために発行された、切手を刷り込んだ台紙である。
この切手にはあらかじめ10銭切手（二宮尊徳を図案とする）が印刷されており、これに10銭切手4枚を貼り足し50銭とすることで預入れることができた。1943年7月9日限りで廃止されたが、すでに販売されたものは半年に限り預け入れを認めた。

#### 選挙切手
選挙切手とは、1949年1月23日の第24回衆議院議員総選挙にあたり、候補者一人につき1,000枚ずつ交付された切手である。
この切手は当時使用されていた農婦を描く2円切手に「選挙事務」という文言を縦に加刷したもので、使用する場合は、開封郵便物に貼りつけるか、郵便局で同数の官製はがきと交換することとされた。
現在は、選挙事務所から直接発送される葉書に限り、「選挙事務」と表記された茶色の前納印が捺される。

#### 電信切手
電信切手とは、1885年5月7日、電信料金の納付のために発行された切手である。
これは、当時電信が工部省の管轄とされていたことによるところが大きく、電信が逓信省に移管されてしばらくすると、事務の煩雑さを解消するため、電信料金は郵便切手で納付することになり、電信切手は1888年に廃止、1890年には使用禁止となった。

#### 飛信逓送切手
飛信逓送切手とは、明治初期の公用無料軍事郵便に用いるため発行された切手である。
明治初期においては反政府活動が大々的に行われ、電信にかわる事前の通信手段が求められ、本制度が導入された。陸軍用・海軍用・中央官庁用・府県庁用の4つに大別され（東京都が成立したのは昭和初期の1943年）、西南戦争で多用されたが以降は激減、1917年に廃止された。

#### 村送り切手
村送り切手とは、1875年ころまで高知県で行われていた「村送り」という通信制度に用いるため発行された切手である。村送り自体は江戸時代から土佐で行われた藩営通信制度で、公文書逓送が主であった。1872年6月1日より、この制度を民間に開放、同日、県内だけで有効な村送り切手を発行した。1872年7月に高知県内でも郵便が開業したが、その後もしばらくは並存したといわれる。
このほか、台湾地方切手、サザーランド切手、板東収容所切手などがある。

## 日本では発行されていない切手
郵便制度にはさまざまなものがあり、制度自体日本に存在しないもの（例：気送管郵便）も珍しくない。また、目立たせることで取扱を円滑に行うことを目的に、専用の切手を発行することがある。

### 速達切手

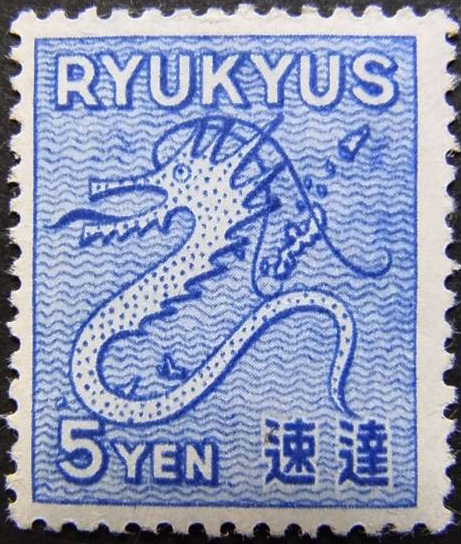
沖縄の速達切手（1950年）

速達切手（Special/Express Delivery Stamps）は、速達料金の支払いのために発行した切手である。
速達での配達の意思表示とみなされ、たとえ料金が不足していても速達料金が支払われていれば速達で扱われることもあった。日本では発行されていないが、唯一の事例として第二次世界大戦後のアメリカ合衆国による沖縄統治時代における琉球郵政庁が1950年2月15日に一度だけ発行した5B円切手がある。

### 書留切手
書留切手（Registry/Registered Stamps）は、書留料金の支払いのために発行した切手である。おおむね高額な額面であった。
書留を示す文字として "R" が国際的に用いられていることから、これを大きく描く切手もある。書留番号表を切手が兼ねていた例もある。

### 公用切手
公用切手（Official Stamps）は、官公庁の郵便料金の支払いのために発行した切手である。多くの国では一般人も購入することは許されていた。
官庁別にそれぞれ個別の切手を発行する国もあれば、同じ公用切手を多くの省庁で共用する国もあり、その形式はさまざまである。また、アメリカ合衆国郵政公社は1980年代から同切手の発行を再開、収集家向けに公用切手を販売しているが、使用できるのは空軍や農務省など、一部の連邦官庁に限られた。同切手は、一般人が使用した・職員が私用した場合、300ドルの罰金刑となる旨の警告文が印面に加えられている。
フランスが発行するユネスコ用の切手や、スイスが発行していた国際連盟用の切手もここに分類される。国際連合発行の切手（国連切手）も、その発行母体を考えると、ある意味このカテゴリーに加えることができる存在である。ただし、国際連合の切手は一般人も国連本部などにある郵便局から郵便物を発送すれば使用できる点が異なる。

### 新聞切手
新聞切手（Newspapers Stamps）は、新聞を郵送する料金支払いのために発行した切手である。
新聞の郵便料金は一般に低額であることから、新聞切手も低額のものが発行されることが多い。しかし、その郵送量が莫大であるために、現在の料金別納などの制度と類似した形で、あらかじめまとめて支払われることもあり、このような場合には高額の切手が必要とされる。なお、類似したものとして新聞税切手があるが、こちらは新聞への税金を徴収することが目的であり、実態は印紙に近い。

### 不足料切手
不足料切手（Postage Due Stamps）は、未払いや不足の郵便料金など、郵便局が受取人から徴収するあらゆる金銭の徴収のために発行した切手である。
会計を明確にする必要から、この種の切手を発行している。また不足料切手は、もっぱら実用の目的で発行されているため、額面数字を大きく示すなどのスタイルをとっており、簡略化した図案が多く国名を省いたものも少なくない。日本ではこの種の切手は通常切手で代用していたが、現在では料金不足の付箋が使われている。

### 郵便税切手
郵便税切手とは正規の郵便料金とは別に、郵便物自体に課税、その税を徴収するため郵便物に貼りつけさせる切手。課税目的であるため実質的には印紙の一種ともいえる。中南米諸国やユーゴスラビアでは数多く発行されていた。目的は必ずしも公共の目的ではなく、財政赤字の補填を目的とすることもある。またユーゴスラビアではサラエボオリンピック開催費用の郵便税切手が発行されたこともある。著名なものに1948年のベルリン封鎖では西ベルリン市内で発送される郵便物に、空輸費用捻出のために添付が義務づけられた郵便税切手がある。類似したものとして戦時税切手があり、こちらは戦費捻出のために発行される。
- これら以外にもさまざまな切手が発行されており、そのような切手は切手カタログでは後半にまとめられていることから、"Back of the Book" と総称される。

## 切手の販売・購入
日本郵政株式会社は、郵便局、日本郵便株式会社から委託を受けた郵便切手類販売所のほか、直営のオンラインストア「切手SHOP」で切手を額面の金額で販売している。これ以外に、金券ショップやインターネットオークションなどで切手が額面より安く販売されたり（2019年10月からは消費税が8%ではなく10%になっているので金券ショップであれば売値も高い）、希少な切手が高額で取引されたりする。日本では切手収集熱が一時より冷めたため、以前は高額のプレミアムつきで売買されていた昔の切手が額面より安く売買されたり、販売初日に売り切れることが多かった記念切手が郵便局で発売後も長く買えたりすることも珍しくなくなっている。

## 切手収集
手紙の表面で目立つ存在であるため、単なる料金支払済の証明の意味を超え、古くからさまざまな図案が施されてきた。デザインも国家元首の肖像や国章といったデザインから風景や動植物が登場し、さらに印刷技術の進歩にともない、絵柄の美しいもの、バラエティに富んだものが発行されるようになり、世界各国で多くの人々が、趣味として切手を収集（蒐集）している切手収集（郵趣）が盛んになった。
そのため国によっては、切手の発行が収入源となっていたり、実際の郵便規模に比しても過剰な量の切手を発行することが行われるようになった。そのため、国家規模が小さなサンマリノ、リヒテンシュタイン、ツバル、グレナダといった国々では国家収入に占める切手の販売収入の割合が無視できないほど高いほか、郵便事業の赤字補填のために切手収集家に便宜をはかる国も少なくない。また国際的行事（近代オリンピック）に便乗して発行する場合のほか、人々の関心を集めるような美しいデザインの切手を発行する場合もある。そのため、中には1980年代に共産主義国である朝鮮民主主義人民共和国（北朝鮮）でイギリスのチャールズ皇太子成婚を記念する切手が発行されたこともあった。ただし、収入源として切手に目をつける行為は今に始まったことではなく、たとえば明治時代初期の日本では、海外からの注文に応じて当時の普通切手を増刷、未使用のシートのまま輸出していた。
自国で切手の製造を行えなかったり、国際切手市場にアクセスする術を持たない国もあり、その場合はエージェント（企業）に切手の製造・販売を行う権利自体を与える場合もある。その中でも象徴的なのが、1960年代から70年代にかけて、現在はアラブ首長国連邦の構成国となっている首長国が発行していた「土侯国切手」である。7首長国のうち5か国は切手発行権をエージェント企業に委ね、その結果これらイスラム教国では発行されるはずもないヌード切手などが乱造濫発されたため、世界中の切手収集家からひんしゅくを買った。こうした事情から長らく土侯国切手を採録しない世界的な切手カタログも存在したが、2010年代後半より評価は変化しつつある。

### 切手の状態
切手は元来郵便物に使用されることを前提に製造されるため、当然まだ使用していない「未使用」のものと、すでに消印が押され使用された「使用済」のものが存在するが、収集家のいう切手の状態とは、その切手がどの程度きれいか、つまりダメージを受けていないかを指す。
ほかの趣味と異なり、切手収集においては使用済の状態でも切手は価値を持ち、場合によっては未使用よりもはるかに高額で取引されることもある。
以下に切手の状態を示す。
まず、未使用のみに当てはまる要素として以下の点が挙げられる。
- 裏糊の状態
MS
Mint Stamp (s) の略称。単にMintともいう。Mintは、もともと貨幣収集の用語であり、切手の場合、郵便局の窓口などで発売された状態のままのものをいう。ただの未使用切手の場合、Unusedなどの語があてられる。
H
Hingedの略称。ヒンジ跡ありの意。かつては収集した切手をアルバムの台紙に直接貼りつけるか、台紙と切手との間に、裏糊のついた蝶番状の薄い紙（＝ヒンジ）を貼って整理するのが一般的だったため、1960年以前の切手には比較的多く見受けられる。
LH
Lightly Hingedの略称。軽いヒンジ跡ありの意。上記より跡が目立たないもの、程度が軽いもの。さらに程度がいいものをVLH: Very Lightly Hinged と言う。
NH
Never Hingedの略称。ヒンジ跡なしの意。ヒンジの代わりに透明フィルムで切手を包む「マウント」が登場して以降、最近発行の未使用切手では、ヒンジ跡があるものはほとんど見かけなくなっている。古い切手でこのような状態であれば、ヒンジ跡ありよりも高値で取引されることが多い。MNH: Mint Never Hingedともいう。
OG
Original Gumの略称。切手発行当初の裏糊がそのまま残っていることを指す。

続いて、未使用使用済ともに当てはまる用語を示す。
- 印面の状態
WC
Well Centeredの略称。ウェルセンター。切手の印刷面が中央に位置するように目打されている状態のこと。
OC
Off Centeredの略称。オフセンター。切手の印刷面よりずれて目打されている状態のこと。

収集家にはウェルセンターの状態のものが好まれるが、極端なオフセンターの場合は逆に珍重されることもある。ただし、第二次世界大戦直後の日本切手のように、品質管理の水準が極端に低下した状態で印刷された切手は、そのような状態の切手が多数を占めるため、過度な珍重は禁物である。日本ではこのような状態の切手を「印面ずれエラー」と称することが多いが、エラーは目打漏れ（部分漏れ含む）や刷色抜け、逆刷などの切手に用いられる用語であり、正確には、フリークもしくはオッズと呼ばれるべき存在である。
- 表裏合わせた全体的な印象、状態
Superb
完全美品の意。完全なウェルセンターで、目打またはマージンが美しく、刷色、裏糊の状態が非常によく、欠点がまったくないもの。
XF
Extremely Fineの略称。極美品。完全に近いウェルセンターで目打またはマージンの状態がよく、糊落ちや色褪せなどのないほぼ完全な品。まれにEFと称されることもあるが、この表記は一般にコインの状態を示すときに使われる。
VF
Very Fineの略称。美品。良好なウェルセンター。
F
Fineの略称。普通品。小シミ、ヒンジ跡のあるもの。未使用切手においては、この状態ではコレクション価値は幾分低下するが、使用済切手では標準の状態。収集家の手から手に渡ったりする間に、幾分経時変化を起こした程度の状態。
VG
Very Goodの略称。単にGともいう。やや劣。軽度な欠陥。目打欠けや糊落ち、ヘゲなどがある状態で、このあたりから一般の収集家が敬遠する傾向がある。
D
Defectの略称。劣。強い欠陥のあるもの。クラシック切手など、貴重な切手以外はコレクション価値がほとんどない状態。切手の一部が欠落したり、補修跡があるものも含む。

多色刷の切手は相互の色のズレ具合などもその条件になり、当然ながら正しい位置に収まったものほどよりよい状態とされる。
- 以上より、切手の状態を示す表記例を挙げる。
  - 例：NH VF, NH F-VF, LH G-Fなど。

使用済については、消印自体も評価の対象になる。使用年代も局名も分らないものより、そのいずれか、もしくは両方がはっきりしているもののほうが価値が高いとされる。また、珍しい局の消印や、消印自体が珍しいものも珍重される。ただし、このような価値観は、日本切手の収集においてはごく最近のものであり、かつての切手ブームでは「悪消し」と呼ばれていた使用例でもある。さらに、いくら消印がはっきりしていても、記念特殊切手では、その発行時期に比べ極端に遅い使用例は敬遠される。
また、諸外国ではこのような消印に重きを置いた収集は主としてクラシック切手でなされており、消印収集（マルコフィリー）が目的でない限り、上述したようなセンターや全体のフレッシュさを重視した収集が主流である。

### 切手収集の対象
切手収集の対象物は切手単体だけでなく下記のようなものもある。
カバー
郵便に使われた使用済の封筒類。日本では、カバーと同じ意味でエンタイアとも称される。これら封筒類は、使用事例として、また使用時期などが分かることから、近年収集家の間で人気が高い。封筒に貼られている切手自体の価値に加え、消印および書状の種類、使用時期や地域、状態、希少性などの諸条件によって、非常に高額で取引されることもある。
初日カバー
カバーのうち、貼ってある切手の発行初日の消印が押された封筒類を初日カバーと呼ばれる。"First Day Cover" の頭文字をとって、FDC（エフ・ディー・シー）とも称される。この封筒には、その切手にちなんだデザインが印刷されることが多く、そのデザインのことを「カシェ」といい、カシェのない封筒を「白封」（はくふう）という。カシェを製作する業者（「版元」という。渡辺木版美術画舗による「渡辺版」、（株）松屋による「松屋版」などの木版で作製したものや、日本郵趣協会による「JPS版」などが有名である）や、デザインの美しさ、またカバーそのものの希少性などにより、収集家の間では未使用切手よりも高額で取引されることがある。
- このほか、はがきなどの郵便ステーショナリーも収集の対象となっている。

### 切手収集用語

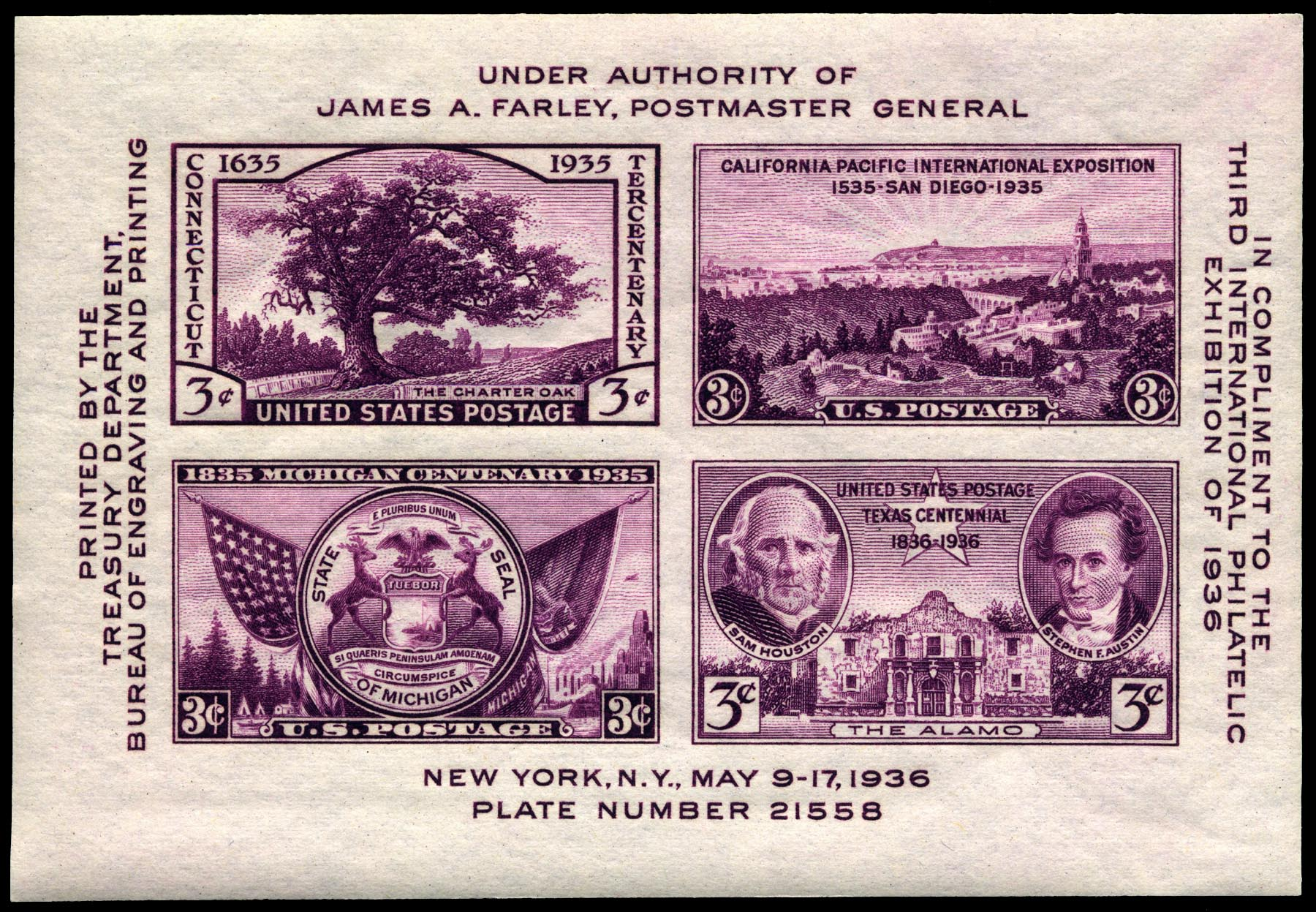
小型シートの例（1936年、アメリカ）

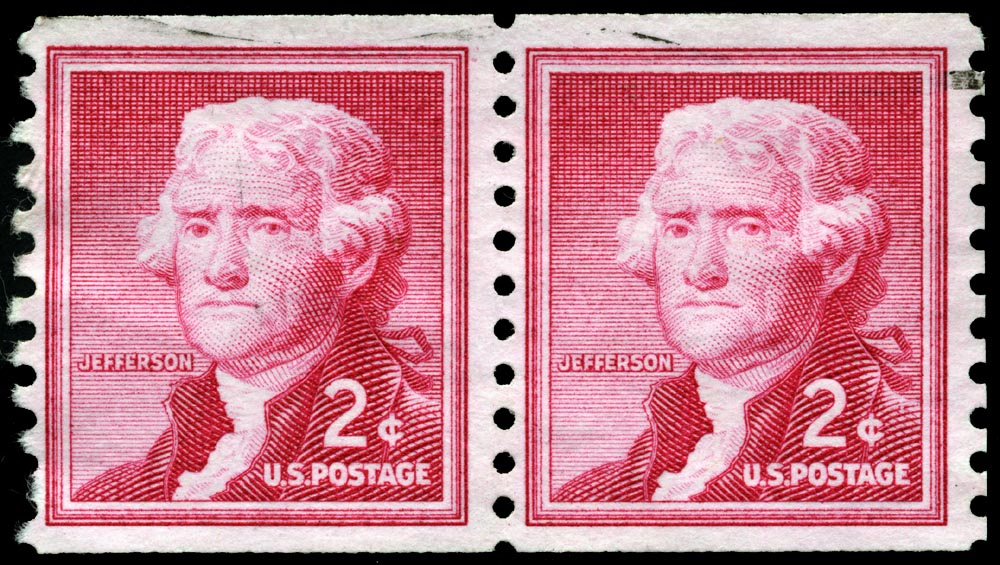
コイル切手の例（1954年、アメリカ）

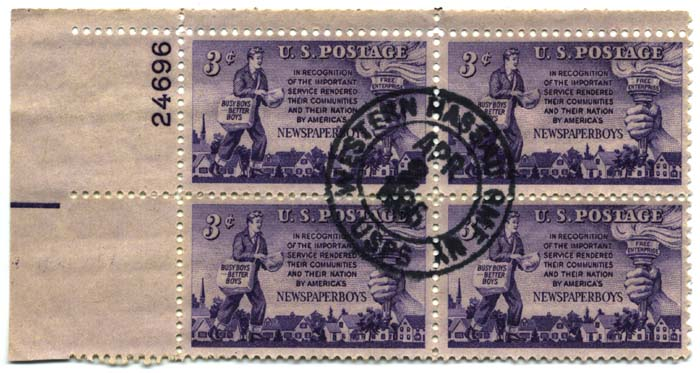
ブロック切手の例（1952年、アメリカ）

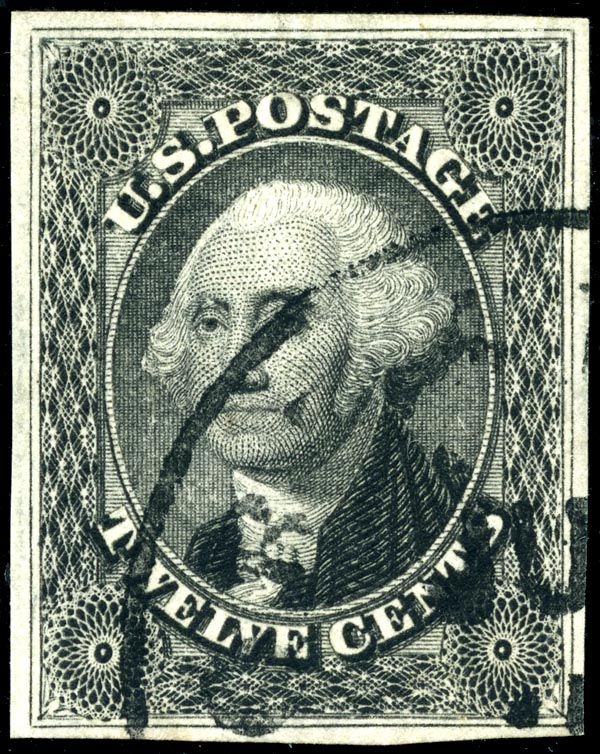
無目打切手の例（1851年、アメリカ）

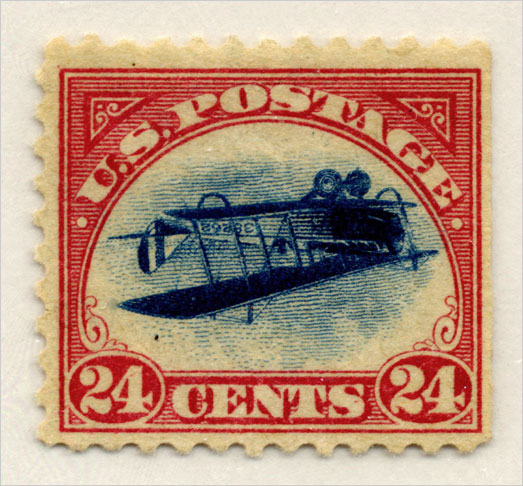
逆に飛行機を印刷したエラー切手（1918年、アメリカ）

シート
切手が複数枚印刷され、周囲が耳紙（みみがみ）で囲まれている形を指す。耳紙の下部には、その切手を印刷した印刷所を示す銘版（めいはん）、印刷に使った色を示すカラーマーク、記念切手やふるさと切手の場合は、切手の発行年月日や切手のタイトルなどが記されている。諸外国では印刷に用いられた版を示す版番号も印刷されている。
単片（たんぺん）
切り離された切手が1枚だけの単独になっている形を指す。
小型シート
一般に郵便局の窓口で販売されるシートよりも小さいサイズの切手シートを指す。大抵の場合、複数枚もしくは1枚の切手が、大きな余白（耳紙）に囲まれたスタイルとなっている。また近年では蝶や動物の形をした変形型の小型シートを発行する国もある。日本において代表的な小型シートには、お年玉付き年賀葉書の景品である「切手シート」がある。多くは記念切手として販売されている。
ペア
切手が2枚つながっている形を指す。横に2枚つながっている場合は横ペア、縦に2枚つながっている場合は縦ペアとも称される。
ストリップ
切手が横または縦のどちらか一方向に3枚以上つながっている形を指す。もともと "strip" という英語は、同じ幅で細長い布・板などの断片を表す。
ブロック
切手が横に2枚以上、縦にも2枚以上つながっている形を指す。4枚ブロック（横2枚×縦2枚）は、日本語では田型（たがた）と称される。
コイル
自動販売機や自動貼付機で使用するため、コイル状につなげられた切手。縦または横方向にのみ切手がつながっているため、左右もしくは上下の目打がない事例が多い。しかし、ドイツやイギリスなど、4辺に目打があるコイル切手しか発行したことのない国も少なくない。日本では、2007年7月をもって自動販売機が全廃されたため販売停止になった。
マルチプル
ペア・ストリップ・ブロックの総称。形状にかかわらず、複数枚の切手がつながっている状態を指す。
目打ゲージ
切手に施されたミシン目の間隔のこと。穿孔する機械の差異によって現れるため、切手の細かい分類に用いられる。ただし切手の目打にはルーレットを用いたものもある。
無目打切手
目打がない切手のこと。通常この語を用いる場合、ごく初期に製造されたものや製造工程の簡略化（戦時体制などで物資が欠乏している場合）するなどの理由によりつけられていない切手を指す。製造のトラブルなどで偶発的に目打が抜けてしまったものは「無目打エラー」として珍重される。それゆえ、切手収集家向けにわざと目打しない無目打切手も存在する。
エラー切手
切手を印刷する際に、工員の手違いや機械の不調など、製造上のトラブルで発生した切手。本来なら工業製品として失格のため、検査工程で不合格となるべきものだが、まれに何らかの事情でかいくぐり、郵便局で販売され、切手収集家の手に入り珍重される。具体的には、目打の加工漏れや、印刷の色抜け、印刷が逆さまになってしまったもの（逆刷）や、糊がひいてある面に誤って印刷する（糊うえ印刷）など多種に及ぶ。ただし、実用版（印刷に用いる版、刷版）に偶然ゴミが挟まり、切手に変化が生じる場合もあるが、この程度ならエラー切手とみなされない場合が多い。また、目打ズレや裁断ミス、福耳なども、日本ではエラー扱いされるが、諸外国ではエラーとは呼ばず、フリーク・オッズ・プリンターズウェイストといった語があてられる。アメリカ切手には「宙返り24セント」（英名は "Inverted Jenny"）と呼ばれる、世界的に有名なエラー切手がある（右写真）。
不発行切手
製造されたものの、何らかの事情で郵便局から発行されなかった切手。発行されなかった切手の多くは廃棄処分になるが、それを免れ切手収集家が入手する場合がある。韓国最初の普通切手シリーズのように郵便事業が停止し切手が安く払い下げられたケースもあるが、誤発売もしくは贈答品として一般に流出するのが多数である。日本の不発行切手として有名なものに昭和天皇の皇太子時代の御成婚記念切手がある。この切手は製造されたものの関東大震災で印刷工場とともに大半が焼失し、発行が中止された。南洋諸島（国際連盟日本委任統治領、現在の北マリアナ諸島、パラオ、ミクロネシア連邦、マーシャル諸島）を管轄していた南洋庁に発送済みの一部だけが残されていたため、御成婚の際に贈答用として関係者に配布された。そのため、わずかではあるが現存しており、高額な値段で取引されている。
穿孔切手
大量の郵便物を差し出す企業や団体では、ストックしている切手を社員などが持ち出して私的流用するのを防ぐため、あらかじめ郵便局の許可を受け、会社のマークなどの形に切手を穿孔し、かつ、あらかじめ登録した郵便局からの発送にのみ有効とし、その防止策としていた。日本を含め世界各国で導入されたが、かつては、見た目が悪いため切手収集家に敬遠され傷物扱いされていた。日本では、制度自体が半世紀以上前に廃止されたため、現在では同様のものは作れない。現在では、郵便史コレクションへの関心が高まっていることもあり、再評価されているという。
なお、穿孔切手は切手の種類を問わず存在する。切手の発行目的とは関係のない分類要素である。
注文消
郵便に使わず、最初から消印して使用済とした切手。オーダーキャンセルともいう。郵政の側で消印したものと、収集家が郵便局に依頼して消印を押させたものとに大別される。前者の例として著名なのが、社会主義国やアフリカのフランス植民地から独立した新興国が輸出用に製作したものである。日本では、明治時代に当時在留していた外国人により作られたものが端緒となったが、積極的に製作されるようになったのは1970年代後半のことである。1980年代になってからは郵政によるものが登場した。

## 切手展
切手に関する展覧会として切手展がある。国内展と国際展に大別される。

### 日本における国内切手展の歴史
1946年より旧郵政省と郵趣団体が協力した展覧会が各地で頻繁に開催されたが、これらは逓信事業啓発が中心となり、今日的な展覧会のイメージではなかった。全国規模の競争切手展の第1号は、1950年に開催された全日本切手コンクールである。この展覧会は1回だけで終わり、1951年より全日本切手展へと継承された。さらに、1966年より全国切手展、1977年よりスタンプショウが開催されている。

### 日本における国内切手展
国内で開催されている主な切手展には全日本切手展、スタンプショウ、全国切手展がある。
- 全日本切手展
  - 毎年4月中旬に開催される切手コレクションの展覧会である。近年は大手町にある逓信総合博物館で開催されている。実行委員会、公益財団法人通信文化協会、一般社団法人全日本郵趣連合主催。
- スタンプショウ
  - 毎年4月下旬に開催される切手コレクションの展覧会。近年は浅草にある都立産業貿易センターで開催されている。公益財団法人日本郵趣協会主催。
- 全国切手展
  - 毎年11月初旬に開催される日本最大の切手コレクションの展覧会であり、JAPEXと通称される。近年は浅草にある都立産業貿易センターで開催されている。公益財団法人日本郵趣協会主催。

### 切手展の構成
審査により採点を行う競争展と、審査を行わない非競争展に大別される。競争展であっても、競争部門だけでなく、審査が行われない非競争部門を含んでいることが多い。
- 競争部門には、チャンピオンクラス、レギュラークラス、ワンフレームクラス、刊行物クラスなどがある。チャンピオンクラスのみ過去の切手展での上位入賞などの特別な出品資格が必要となる。
- 非競争部門には、企画出品、審査員出品などがある。
- 文献も出品・審査の対象となる。コレクション自体を一冊にまとめた文献もあり、電子化の進む今日、電子ブック、メディアなどへの対応が望まれる。

### 切手展の審査
競争部門では厳密に定められた審査基準に従い、出品者の作品を審査員が審査し、その結果が公表される。審査結果によりメダルや賞状が出品者に授与される。佳作以上の作品が切手展会場に展示される。

### 切手展の審査員
審査員となるには、郵趣知識、過去の切手展における入賞実績や見習（副審査員）としての経験などが必要である。審査員となる人は収集家、郵趣関係者が多い。
- 内藤陽介 郵便学者。
- 池田健三郎 郵便切手評論家。

### 切手展の出品者
競争部門のチャンピオンクラスを除いては誰でも出品することができる。出品者のほとんどは切手収集家である。昭和の切手ブームの頃までは著名な大収集家（多くは資産家）が存在し彼らが切手展へ積極的に出品していた。今日では大収集家はほとんどいなくなったが、彼らに代わり、一般の人が、出品物についてよく研究した作品や、従来とは違った視点で構成した作品を出品するようになった。
主要な切手展は東京都内で開催されるため、かつては都内の会場まで行かなければ作品を直接に観ることができなかった。しかし、近年ではWeb環境が一般に普及したことから、個人のコレクションや切手展への出品作品をWeb上に公開している収集家が増えており、Webを介して出品作品の一部を観ることが可能である。
- 永吉秀夫（個人コレクションおよび切手展出品作品の画像を掲載）
- 松下孝太郎（個人コレクションおよび切手展出品作品の画像を掲載）

### 切手展の参観
誰でも参観することができる。切手展により入場料金が必要な場合がある。

## 日本における切手の模造と著作権

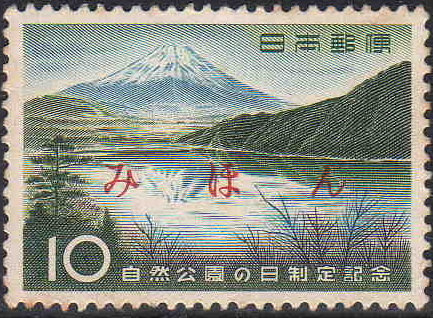
かつて郵便局へ配布されていた「見本切手」の例（1959年）。この見本切手は一般人も郵便文化振興協会を通じて入手することは可能だった。

1840年にイギリスで切手が登場し、収集家向けに模造されたのは1860年代初頭である。切手カタログのスコットカタログによる定義としては、コレクター向けに作られた偽物としてはforgery（模造）、使用目的として作られたものはcounterfeit stamp（偽造切手）の区別があり、それらもコレクション対象となる。
日本において、偽札事件に比べ低額であることから事件としては少ないが、使用目的で切手を偽造しようとしたものとして著名なものは、1913（大正2）年に発生した「菊切手偽造事件」がある。この偽切手は、早期に発見され押収されたため現存するものが少なく、逆に偽造品の方にプレミアがつく結果となった。

### 郵便切手類模造等取締法
切手は郵便料金を前納した証紙であるため、その複製には一定の制約がある。 1972年（昭和47年）に制定された郵便切手類模造等取締法（郵模法）の第1条第1項で、日本を含め世界の郵便切手と見間違えるような外観を有するものを製造したり頒布したりすることが禁止となった。
郵模法の第1条第2項では、総務大臣の許可を受けたものについては郵便切手の模造をしてもよいとされている。許可に関しては郵便切手類模造等の許可に関する省令にも定めがある。これは、海外で発行された切手や発行後50年が経過してパブリックドメインになっている切手にも適用される。実際、切手収集家向けに発刊されている出版物のように、原色かつ実寸で切手の写真を印刷しているものには、『令和XX年X月X日郵模第XXXX号』といった許諾番号が記載されている。現在では政府機関にオンラインで申請することができる。
しかし、出版するたびに許可が必要であるとすれば、新聞や雑誌など速報性が求められる出版物では郵便切手を紹介することができなくなってしまう。この問題を解消するため、「郵便切手類模造等取締法第1条第2項の許可を受けたものとみなされるもの」（昭和47年10月30日郵政省告示第881号）で挙げられた条件を満たすものについては総務大臣の許可を受けたとみなすこととされている。ここで挙げられている条件の例としては、白黒印刷する場合、切手に「模造」などの文字を入れた場合、印面に黒い線をいれている場合、紙以外の材質で作る場合などがある。雑誌や書籍に切手の画像を掲載する場合に黒い斜め線が入れられていたり、文字が入れられている場合が多いのは、この規定にしたがって総務大臣の許可を不要とするための措置である。
以上のように、日本において切手を紙に印刷する場合には、総務大臣の許可を得るか、総務大臣の許可を受けたと見なされるための適切な方法で行わなければならない。紙以外に印刷する場合には、材質が紙と紛らわしくなければ先述の告示の条件に合致するため、個別に許可を得る必要はない。

### 著作権法
切手の図案は美術の著作物であるため、郵模法のほかに、著作権法の対象となり、この点からも複製などが規制される。
一般に切手の図案は技芸官等による職務著作であって（著作権法第15条）、その著作権は日本郵便株式会社に帰属する。この場合、その著作物は法人著作物であるため、著作権の保護期間は、公表後または創作後70年である。著作権法においては引用などが正当な利用として認められているが（著作権法第32条等）、切手については郵模法によってこれらの利用が制限を受けたり、これら以外の態様の利用が認められる場合がある。
一方、近年発行されているアニメーションのキャラクターを描いた切手などの原著作権者が存在する図案を用いた切手については、日本郵便株式会社とその原著作権者との間に職務著作の関係は成立しないため、一般に原著作権者の著作権が及ぶことになる。このため、著作権法において認められている引用などの範囲を超える利用については、原著作権者の許諾が必要となる。したがって、郵模法に違反しないからといって無条件に使用するのは控えた方が無難である。

## 備考
- 和文通話表で、「き」を送る際に「切手のキ」という。
- 複十字シール - 切手と類似していて目打がある。公益財団法人結核予防会が毎年結核撲滅・予防募金運動のために発行している。
- キッテデカ - 切手収集家の警察官（特捜室刑事）が、郵便趣味の知識を武器に次々と事件を解決させる漫画。
- 特定信書便切手（特定信書郵便切手） - 株式会社Q-POSTが自社の配送サービス用に発行していた「日本初の民間郵便切手」。郵便法による切手ではなく、郵便局での郵便料金納付には利用できなかった。ロジクエスト#沿革を参照。